# Rick Byers
Pour les articles homonymes, voir Byers.
Rick Byers (né en 1958) est un homme politique provincial canadien de l'Ontario.

## Biographie
De 2022 à 2025, il est député provincial progressiste-conservateur de la circonscription ontarienne de Bruce—Grey—Owen Sound depuis 2022,.